# Federico Colonna (ciclista)
Federico Colonna (17 de agosto de 1972) es un ciclista profesional italiano que fue profesional de 1994 a 2001.

## Palmarés
1993
- Circuito del Porto-Trofeo Arvedi

1994
- 1 etapa de la Vuelta a Murcia
- 1 etapa de la Vuelta a Castilla y León
- 1 etapa del Herald Sun Tour

1995
- Clásica de Alcobendas
- 1 etapa de los Cuatro Días de Dunkerque
- 3 etapas de la Vuelta a Castilla y León

1996
- 1 etapa de la Vuelta a los Países Bajos
- Trofeo Manacor
- 1 etapa del Circuito de la Sarthe
- 1 etapa del Tour de Polonia
- 1 etapa del Tour DuPont

1998
- 2 etapas de la Vuelta a la Comunidad Valenciana

2001
- 1 etapa del Tour de Langkawi

## Resultados en las grandes vueltas
| Carrera         | 1994 | 1995 | 1996 | 1997 | 1998 | 1999 | 2000  | 2001 |
| --------------- | ---- | ---- | ---- | ---- | ---- | ---- | ----- | ---- |
| Giro de Italia  | -    | -    | -    | -    | 155º | -    | -     | -    |
| Tour de Francia | -    | -    | -    | -    | -    | -    | -     | -    |
| Vuelta a España | -    | -    | -    | Ab.  | -    | -    | 121.º | -    |
| Mundial en Ruta | -    | -    | -    | -    | -    | -    | -     | -    |

-: no participa

Ab.: abandono